# Cryptolectica chrysalis
Cryptolectica chrysalis là một loài bướm đêm thuộc họ Gracillariidae. Nó được tìm thấy ở Nhật Bản (Hokkaidō, Honshū) và vùng Viễn Đông Nga.
Sải cánh dài 9–11 mm.
Ấu trùng ăn Quercus mongolica và Quercus serrata. Chúng có thể ăn lá nơi chúng làm tổ.